# エイブラハム・ノバ
エイブラハム・ノバ（Abraham Nova、1991年12月9日 - ）は、プエルトリコのプロボクサー。カロリーナ出身。

## 来歴
プエルトリコのカロリーナでドミニカ人の両親のもとに生まれ、幼少期に両親と9人の兄弟とともにアメリカ合衆国ニューヨーク州オールバニへ移住した。12歳からボクシングを始め、アマチュアで167勝11敗（60KO）の戦績を残した。

### プロ時代
2016年4月29日、ニュージャージー州アトランティックシティのハードロック・ホテル・アンド・カジノ・アトランティックシティでプロデビュー戦を行い、1回2分56秒TKO勝ち。
2018年11月18日、マサチューセッツ州ボストンのロイヤル・ナイトクラブでスライマン・セガワとNABAスーパーフェザー級王座決定戦を行い、10回3-0の判定勝ちを収め王座獲得に成功した。
2019年8月23日、マサチューセッツ州エバレットのアンコール・ボストン・ハーバーでルイス・カスティージョ・リールと対戦し、1回2分42秒KO勝ちを収めNABA王座の初防衛に成功した。
2022年6月18日、ニューヨークのフールー・シアターにてアルツール・ベテルビエフ対ジョー・スミス・ジュニアの前座でWBO世界フェザー級11位のロベイシ・ラミレスとWBOグローバル・USBAフェザー級王座決定戦を行い、5回2分20秒KO負けで王座獲得に失敗するとともにキャリア初黒星を喫した。
2023年7月28日、ネバダ州ラスベガスのパームスにてセニエサ・エストラーダ対レオネラ・ジュディカの前座で元IBF世界スーパーバンタム級王者ジョナサン・ロメロと対戦し、3回2分47秒KO勝ちを収めた。
2024年2月16日、ニューヨークのマディソン・スクエア・ガーデン内フールー・シアターでWBC世界スーパーフェザー級王者オシャキー・フォスターと対戦し、12回1-2（112-115、114-113、111-116）の判定負けを喫し王座獲得に失敗した。

## 戦績
- アマチュアボクシング：178戦 167勝（60KO・RSC）11敗
- プロボクシング：29戦 24勝（17KO）4敗 1分

| 戦           | 日付           | 勝敗 | 時間    | 内容    | 対戦相手                           | 国籍           | 備考                                    |
| ------------ | -------------- | ---- | ------- | ------- | ---------------------------------- | -------------- | --------------------------------------- |
| 1            | 2016年4月29日  | ☆    | 1R 2:56 | TKO     | ウィーシ・ジョンソン               | アメリカ合衆国 | プロデビュー戦                          |
| 2            | 2016年8月21日  | ☆    | 6R      | 判定2-0 | ウィルフレド・ガリガ               | プエルトリコ   |                                         |
| 3            | 2016年9月23日  | ☆    | 4R 1:34 | TKO     | ウィリー・モリージョ               | ドミニカ共和国 |                                         |
| 4            | 2016年12月10日 | ☆    | 2R 2:02 | TKO     | ジョシュア・サントス               | プエルトリコ   |                                         |
| 5            | 2017年3月4日   | ☆    | 1R 2:05 | KO      | セルヒオ・ルーカス                 | メキシコ       |                                         |
| 6            | 2017年5月13日  | ☆    | 5R 0:01 | TKO     | マルティン・ニコラス・マタマラ     | アルゼンチン   |                                         |
| 7            | 2017年6月24日  | ☆    | 1R 2:31 | TKO     | アンドレス・サパタ                 | ドミニカ共和国 |                                         |
| 8            | 2017年10月21日 | ☆    | 2R 2:55 | TKO     | ダト・ナナバ                       | ジョージア     |                                         |
| 9            | 2017年12月16日 | ☆    | 2R 1:52 | TKO     | ミラン・サビッチ                   | セルビア       |                                         |
| 10           | 2018年2月24日  | ☆    | 2R 2:20 | TKO     | タイロム・ジョーンズ               | アメリカ合衆国 |                                         |
| 11           | 2018年4月28日  | ☆    | 6R      | 判定3-0 | ファティウ・ファシヌ               | ベナン         |                                         |
| 12           | 2018年5月19日  | ☆    | 7R 1:20 | KO      | ハッサン・ノルディーヌ             | イタリア       |                                         |
| 13           | 2018年11月18日 | ☆    | 10R     | 判定3-0 | スライマン・セガワ                 | ウガンダ       | NABAスーパーフェザー級王座決定戦        |
| 14           | 2018年12月15日 | ☆    | 8R      | 判定3-0 | ブライアン・ペラエス               | スペイン       |                                         |
| 15           | 2019年5月10日  | ☆    | 2R 2:26 | TKO     | マリオ・エセキエル・サヤル・ロサノ | アルゼンチン   |                                         |
| 16           | 2019年8月23日  | ☆    | 1R 2:42 | KO      | ルイス・カスティージョ・リール     | メキシコ       | NABA防衛1                               |
| 17           | 2019年10月19日 | ☆    | 4R 2:21 | KO      | サンドロ・エルナンデス             | ベネズエラ     |                                         |
| 18           | 2020年1月18日  | ☆    | 4R 0:35 | TKO     | ペドロ・ナバレッテ                 | メキシコ       |                                         |
| 19           | 2020年6月25日  | ☆    | 10R     | 判定3-0 | エイブリー・スパロー               | アメリカ合衆国 |                                         |
| 20           | 2021年8月24日  | ☆    | 8R      | 判定3-0 | リチャード・プミクピック           | フィリピン     |                                         |
| 21           | 2022年1月15日  | ☆    | 8R 2:22 | TKO     | ウィリアム・エンカルナシオン       | ドミニカ共和国 |                                         |
| 22           | 2022年6月18日  | ★    | 5R 2:20 | KO      | ロベイシ・ラミレス                 | キューバ       | WBOグローバル・USBAフェザー級王座決定戦 |
| 23           | 2023年1月14日  | ☆    | 10R     | 判定3-0 | アダム・ロペス                     | アメリカ合衆国 |                                         |
| 24           | 2023年7月28日  | ☆    | 3R 2:47 | KO      | ジョナサン・ロメロ                 | コロンビア     |                                         |
| 25           | 2024年2月16日  | ★    | 12R     | 判定1-2 | オシャキー・フォスター             | アメリカ合衆国 | WBC世界スーパーフェザー級タイトルマッチ |
| 26           | 2024年6月21日  | ★    | 10R     | 判定0-3 | アンドレス・コルテス               | アメリカ合衆国 | NABO北米スーパーフェザー級王座決定戦    |
| 27           | 2024年11月2日  | △    | 10R     | 判定1-1 | ウンベルト・ガリンド               | アメリカ合衆国 |                                         |
| 28           | 2025年6月7日   | ☆    | 3R 終了 | TKO     | ヘルマン・メラス                   | メキシコ       |                                         |
| 29           | 2025年8月16日  | ★    | 10R     | 判定0-3 | レイモンド・フォード               | アメリカ合衆国 |                                         |
| テンプレート |                |      |         |         |                                    |                |                                         |

## 獲得タイトル
- NABAスーパーフェザー級王座